# Lijst van vogels in Europa
Dit is een lijst van vogels in Europa.
Voor gerelateerde lijsten, zie:
- Lijst van vogels
- Lijst van vogels in de Lage Landen
- Nederlandse rode lijst (vogels)
- Vlaamse Rode Lijst (broedvogels)
- Lijst van roofvogels

| Nederlandse naam                              | Wetenschappelijke naam        | Verspreiding                |
| --------------------------------------------- | ----------------------------- | --------------------------- |
| Gaviidae (Duikers)                            |                               |                             |
| Roodkeelduiker                                | Gavia stellata                |                             |
| Parelduiker                                   | Gavia arctica                 |                             |
| IJsduiker                                     | Gavia immer                   |                             |
| Geelsnavelduiker                              | Gavia adamsii                 |                             |
| Podicipedidae (Futen)                         |                               |                             |
| Dodaars                                       | Tachybaptus ruficollis        |                             |
| Fuut                                          | Podiceps cristatus            |                             |
| Roodhalsfuut                                  | Podiceps grisegena            |                             |
| Kuifduiker                                    | Podiceps auritus              |                             |
| Geoorde fuut                                  | Podiceps nigricollis          |                             |
| Dikbekfuut                                    | Podilymbus podiceps           |                             |
| Procellariidae (Pijlstormvogels)              |                               |                             |
| Noordse stormvogel                            | Fulmarus glacialis            |                             |
| Kuhls pijlstormvogel                          | Calonectris diomedea          |                             |
| Grote pijlstormvogel                          | Puffinus gravis               |                             |
| Grauwe pijlstormvogel                         | Puffinus griseus              |                             |
| Noordse pijlstormvogel                        | Puffinus puffinus             |                             |
| Vale pijlstormvogel                           | Puffinus mauretanicus         |                             |
| Yelkouanpijlstormvogel                        | Puffinus yelkouan             |                             |
| Kleine pijlstormvogel                         | Puffinus assimilis            |                             |
| Hydrobatidae (Noordelijke stormvogeltjes)     |                               |                             |
| Stormvogeltje                                 | Hydrobates pelagicus          |                             |
| Oceanitidae (Zuidelijke stormvogeltjes)       |                               |                             |
| Wilsons stormvogeltje                         | Oceanites oceanicus           |                             |
| Madeirastormvogeltje                          | Oceanodroma castro            |                             |
| Vaal stormvogeltje                            | Oceanodroma leucorhoa         |                             |
| Pelecanidae (Pelikanen)                       |                               |                             |
| Roze pelikaan                                 | Pelecanus onocrotalus         |                             |
| Kroeskoppelikaan                              | Pelecanus crispus             |                             |
| Sulidae (Genten of Rotspelikanen)             |                               |                             |
| Jan-van-gent                                  | Morus bassanus                |                             |
| Phalacrocoracidae (Aalscholvers)              |                               |                             |
| Aalscholver                                   | Phalacrocorax carbo           |                             |
| Kuifaalscholver                               | Phalacrocorax aristotelis     |                             |
| Dwergaalscholver                              | Phalacrocorax pygmaeus        |                             |
| Ardeidae (Reigers)                            |                               |                             |
| Roerdomp                                      | Botaurus stellaris            |                             |
| Wouwaap                                       | Ixobrychus minutus            |                             |
| Kwak                                          | Nycticorax nycticorax         |                             |
| Koereiger                                     | Bubulcus ibis                 |                             |
| Ralreiger                                     | Ardeola ralloides             |                             |
| Kleine zilverreiger                           | Egretta garzetta              |                             |
| Grote zilverreiger                            | Egretta alba                  |                             |
| Westelijke rifreiger                          | Egretta gularis               |                             |
| Blauwe reiger                                 | Ardea cinerea                 |                             |
| Purperreiger                                  | Ardea purpurea                |                             |
| Ciconiidae (Ooievaars)                        |                               |                             |
| Ooievaar                                      | Ciconia ciconia               |                             |
| Zwarte ooievaar                               | Ciconia nigra                 |                             |
| Threskiornithidae (Ibissen en lepelaars)      |                               |                             |
| Lepelaar                                      | Platalea leucorodia           |                             |
| Zwarte ibis                                   | Plegadis falcinellus          |                             |
| Phoenicopteridae (Flamingo's                  |                               |                             |
| Flamingo                                      | Phoenicopterus ruber          |                             |
| Anatidae (Eendvogels)                         |                               |                             |
| Knobbelzwaan                                  | Cygnus olor                   |                             |
| Wilde zwaan                                   | Cygnus cygnus                 |                             |
| Kleine zwaan                                  | Cygnus bewickii               |                             |
| Kolgans                                       | Anser albifrons               |                             |
| Rietgans                                      | Anser Fabalis                 |                             |
| Kleine rietgans                               | Anser brachyrhynchus          |                             |
| Grauwe gans                                   | Anser anser                   |                             |
| Sneeuwgans                                    | Anser caerulescens            |                             |
| Dwerggans                                     | Anser erythropus              |                             |
| Canadese gans                                 | Branta canadensis             |                             |
| Brandgans                                     | Branta leucopsis              |                             |
| Rotgans                                       | Branta bernicla               |                             |
| Roodhalsgans                                  | Branta ruficollis             |                             |
| Bergeend                                      | Tadorna tadorna               |                             |
| Casarca                                       | Tadorna ferruginea            |                             |
| Nijlgans                                      | Alopochen aegyptiacus         |                             |
| Mandarijneend                                 | Aix galericulata              |                             |
| Carolina-eend                                 | Aix sponsa                    |                             |
| Wilde eend                                    | Anas platyrhynchos            |                             |
| Krakeend                                      | Anas strepera                 |                             |
| Zwarte eend                                   | Anas rubripes                 |                             |
| Pijlstaart                                    | Anas acuta                    |                             |
| Slobeend                                      | Anas clypeata                 |                             |
| Smient                                        | Anas penelope                 |                             |
| Amerikaanse smient                            | Anas americana                |                             |
| Wintertaling                                  | Anas crecca                   |                             |
| Zomertaling                                   | Anas querquedula              |                             |
| Blauwvleugeltaling                            | Anas discors                  |                             |
| Marmereend                                    | Marmaronetta angustirostris   |                             |
| Tafeleend                                     | Aythya ferina                 |                             |
| Witoogeend                                    | Aythya nyroca                 |                             |
| Ringsnaveleend                                | Aythya collaris               |                             |
| Toppereend                                    | Aythya marila                 |                             |
| Kleine toppereend                             | Aythya affinus                |                             |
| Kuifeend                                      | Aythya fuligula               |                             |
| Eider                                         | Somateria mollissima          |                             |
| Brileider                                     | Somateria fischeri            |                             |
| Koningseider                                  | Somateria spectabilis         |                             |
| Stellers eider                                | Polysticta stelleri           |                             |
| Zwarte zee-eend                               | Melanitta nigra               |                             |
| Grote zee-eend                                | Melanitta fusca               |                             |
| Brilzee-eend                                  | Melanitta perspicilla         |                             |
| Krooneend                                     | Netta rufina                  |                             |
| Harlekijneend                                 | Histrionicus histrionicus     |                             |
| IJseend                                       | Clangula hyemalis             |                             |
| Brilduiker                                    | Bucephala clangula            |                             |
| IJslandse brilduiker                          | Bucephala islandica           |                             |
| Nonnetje                                      | Mergus albellus               |                             |
| Grote zaagbek                                 | Mergus merganser              |                             |
| Middelste zaagbek                             | Mergus serrator               |                             |
| Rosse stekelstaart                            | Oxyura jamaicensis            |                             |
| Witkopeend                                    | Oxyura leucocephala           |                             |
| Accipitridae (Havikachtigen)                  |                               |                             |
| Lammergier                                    | Gypaetus barbatus             |                             |
| Vale gier                                     | Gyps fulvus                   |                             |
| Monniksgier                                   | Aegypius monachus             |                             |
| Aasgier                                       | Neophron percnopterus         |                             |
| Oorgier                                       | Torgos tracheliotus           |                             |
| Europese zeearend                             | Haliaeetus albicilla          |                             |
| Steenarend                                    | Aquila chrysaetos             |                             |
| Keizerarend                                   | Aquila heliaca                |                             |
| Spaanse keizerarend                           | Aquila adalberti              |                             |
| Schreeuwarend                                 | Aquila pomarina               |                             |
| Bastaardarend                                 | Aquila clanga                 |                             |
| Steppearend                                   | Aquila nipalensis             |                             |
| Slangenarend                                  | Circaetus gallicus            |                             |
| Dwergarend                                    | Hieraaetus pennatus           |                             |
| Havikarend                                    | Hieraaetus fasciatus          |                             |
| Rode wouw                                     | Milvus milvus                 |                             |
| Zwarte wouw                                   | Milvus migrans                |                             |
| Grijze wouw                                   | Elanus caeruleus              |                             |
| Bruine kiekendief                             | Circus aeruginosus            |                             |
| Blauwe kiekendief                             | Circus cyaneus                |                             |
| Grauwe kiekendief                             | Circus pygargus               |                             |
| Steppekiekendief                              | Circus macrourus              |                             |
| Ruigpootbuizerd                               | Buteo lagopus                 |                             |
| Buizerd                                       | Buteo buteo                   |                             |
| Arendbuizerd                                  | Buteo rufinus                 |                             |
| Wespendief                                    | Pernis apivorus               |                             |
| Sperwer                                       | Accipiter nisus               |                             |
| Balkansperwer                                 | Accipiter brevipes            |                             |
| Havik                                         | Accipiter gentilis            |                             |
| Pandionidae (Visarenden)                      |                               |                             |
| Visarend                                      | Pandion haliaetus             |                             |
| Falconidae (Valkachtigen)                     |                               |                             |
| Torenvalk                                     | Falco tinnunculus             |                             |
| Kleine torenvalk                              | Falco naumanni                |                             |
| Boomvalk                                      | Falco subbuteo                |                             |
| Slechtvalk                                    | Falco peregrinus              |                             |
| Smelleken                                     | Falco columbarius             |                             |
| Roodpootvalk                                  | Falco vespertinus             |                             |
| Eleonora's valk                               | Falco eleonorae               |                             |
| Giervalk                                      | Falco rusticolus              |                             |
| Sakervalk                                     | Falco cherrug                 |                             |
| Lannervalk                                    | Falco biarmicus               |                             |
| Tetraonidae (Ruigpoothoenders)                |                               |                             |
| Moerassneeuwhoen                              | Lagopus lagopus               |                             |
| Alpensneeuwhoen                               | Lagopus mutus                 |                             |
| Auerhoen                                      | Tetrao urogallus              |                             |
| Korhoen                                       | Tetrao tetrix                 |                             |
| Hazelhoen                                     | Bonasa bonasia                |                             |
| Phasianidae (Patrijzen, kwartels en fazanten) |                               |                             |
| Rode patrijs                                  | Alectoris rufa                |                             |
| Steenpatrijs                                  | Alectoris graeca              |                             |
| Barbarijse patrijs                            | Alectoris barbara             |                             |
| Aziatische steenpatrijs                       | Alectoris chukar              |                             |
| Patrijs                                       | Perdix perdix                 |                             |
| Kwartel                                       | Coturnix coturnix             |                             |
| Gestreepte vechtkwartel                       | Turnix sylvatica              |                             |
| Fazant                                        | Phasianus colchicus           |                             |
| Ladyamherstfazant                             | Chrysolophus amherstiae       |                             |
| Goudfazant                                    | Chrysolophus pictus           |                             |
| Rallidae (Rallen, waterhoenen en koeten)      |                               |                             |
| Kwartelkoning                                 | Crex crex                     |                             |
| Waterral                                      | Rallus aquaticus              |                             |
| Porseleinhoen                                 | Porzana porzana               |                             |
| Waterhoen                                     | Gallinula chloropus           |                             |
| Klein waterhoen                               | Porzana parva                 |                             |
| Kleinst waterhoen                             | Porzana pusilla               |                             |
| Meerkoet                                      | Fulica atra                   |                             |
| Knobbelmeerkoet                               | Fulica cristata               |                             |
| Purperkoet                                    | Porphyrio porphyrio           |                             |
| Gruidae (Kraanvogels)                         |                               |                             |
| Kraanvogel                                    | Grus grus                     |                             |
| Jufferkraanvogel                              | Anthropoides virgo            |                             |
| Otididae (Trappen)                            |                               |                             |
| Grote trap                                    | Otis tarda                    |                             |
| Kleine trap                                   | Tetrax tetrax                 |                             |
| Haematopodidae (Scholeksters)                 |                               |                             |
| Scholekster                                   | Haematopus ostralegus         |                             |
| Recurvirostridae (Kluten)                     |                               |                             |
| Kluut                                         | Recurvirostra avosetta        |                             |
| Steltkluut                                    | Himantopus himantopus         |                             |
| Burhinidae (Grielen)                          |                               |                             |
| Griel                                         | Burhinus oedicnemus           |                             |
| Senegalese griel                              | Burhinus senegalensis         |                             |
| Glareolidae (Renvogels)                       |                               |                             |
| Renvogel                                      | Cursorius cursor              |                             |
| Vorkstaartplevier                             | Glareola pratincola           |                             |
| Steppevorkstaartplevier                       | Glareola nordmanni            |                             |
| Oosterse vorkstaartplevier                    | Glareola maldivarium          |                             |
| Charadriidae (Plevieren)                      |                               |                             |
| Kleine plevier                                | Charadrius dubius             |                             |
| Bontbekplevier                                | Charadrius hiaticula          |                             |
| Strandplevier                                 | Charadrius alexandrinus       |                             |
| Morinelplevier                                | Charadrius morinellus         |                             |
| Amerikaanse bontbekplevier                    | Charadrius semipalmatus       |                             |
| Killdeerplevier                               | Charadrius vociferus          |                             |
| Mongoolse plevier                             | Charadrius mongolus           |                             |
| Woestijnplevier                               | Charadrius leschenaultii      |                             |
| Kaspische plevier                             | Charadrius asiaticus          |                             |
| Zilverplevier                                 | Pluvialis squatarola          |                             |
| Goudplevier                                   | Pluvialis apricaria           |                             |
| Aziatische goudplevier                        | Pluvialis fulva               |                             |
| Amerikaanse goudplevier                       | Pluvialis dominica            |                             |
| Kievit                                        | Vanellus vanellus             |                             |
| Sporenkievit                                  | Vanellus spinosus             |                             |
| Steppekievit                                  | Vanellus gregarius            |                             |
| Witstaartkievit                               | Vanellus leucurus             |                             |
| Scolopacidae (Strandlopers)                   |                               |                             |
| Breedbekstrandloper                           | Limicola falcinellus          |                             |
| Terekruiter                                   | Xenus cinereus                |                             |
| Kanoet                                        | Calidris canutus              |                             |
| Grote kanoet                                  | Calidris tenuirostris         |                             |
| Drieteenstrandloper                           | Calidris alba                 |                             |
| Roodkeelstrandloper                           | Calidris ruficollis           |                             |
| Bonte strandloper                             | Calidris alpina               |                             |
| Krombekstrandloper                            | Calidris ferruginea           |                             |
| Temmincks strandloper                         | Calidris temminckii           |                             |
| Kleine strandloper                            | Calidris minuta               |                             |
| Grijze strandloper                            | Calidris pusilla              |                             |
| Alaskastrandloper                             | Calidris maura                |                             |
| Kleinste strandloper                          | Calidris minutilla            |                             |
| Taigastrandloper                              | Calidris subminuta            |                             |
| Gestreepte strandloper                        | Calidris melanotos            |                             |
| Siberische strandloper                        | Calidris acuminata            |                             |
| Paarse strandloper                            | Calidris maritima             |                             |
| Bairds strandloper                            | Calidris bairdii              |                             |
| Bonapartes strandloper                        | Calidris fuscicollis          |                             |
| Steltstrandloper                              | Micropalama himantopus        |                             |
| Steenloper                                    | Arenaria interpres            |                             |
| Oeverloper                                    | Actitis hypoleucos            |                             |
| Amerikaanse oeverloper                        | Actitis macularia             |                             |
| Blonde ruiter                                 | Tryngites subruficollis       |                             |
| Bosruiter                                     | Tringa glareola               |                             |
| Amerikaanse bosruiter                         | Tringa solitaria              |                             |
| Witgat                                        | Tringa ochropus               |                             |
| Tureluur                                      | Tringa totanus                |                             |
| Zwarte ruiter                                 | Tringa erythropus             |                             |
| Groenpootruiter                               | Tringa nebularia              |                             |
| Grote geelpootruiter                          | Tringa melanoleuca            |                             |
| Kleine geelpootruiter                         | Tringa flavipes               |                             |
| Poelruiter                                    | Tringa stagnatilis            |                             |
| Bartrams ruiter                               | Bartramia longicauda          |                             |
| Grutto                                        | Limosa limosa                 |                             |
| Rosse grutto                                  | Limosa lapponica              |                             |
| Wulp                                          | Numenius arquata              |                             |
| Regenwulp                                     | Numenius phaeopus             |                             |
| Houtsnip                                      | Scolopax rusticola            |                             |
| Grote grijze snip                             | Limnodromus scolopaceus       |                             |
| Watersnip                                     | Gallinago gallinago           |                             |
| Poelsnip                                      | Gallinago media               |                             |
| Bok                                           | Lymnocryptes minimus          |                             |
| Rosse franjepoot                              | Phalaropus fulicarius         |                             |
| Grauwe franjepoot                             | Phalaropus lobatus            |                             |
| Grote franjepoot                              | Phalaropus tricolor           |                             |
| Kemphaan                                      | Philomachus pugnax            |                             |
| Stercorariidae (Jagers)                       |                               |                             |
| Grote jager                                   | Stercorarius skua             |                             |
| Middelste jager                               | Stercorarius pomarinus        |                             |
| Kleine jager                                  | Stercorarius parasiticus      |                             |
| Kleinste jager                                | Stercorarius longicaudus      |                             |
| Laridae (Meeuwen)                             |                               |                             |
| Kokmeeuw                                      | Larus ridibundus              |                             |
| Kleine kokmeeuw                               | Larus philadelphia            |                             |
| Dunbekmeeuw                                   | Larus genei                   |                             |
| Lachmeeuw                                     | Larus atricilla               |                             |
| Franklins meeuw                               | Larus pipixcan                |                             |
| Stormmeeuw                                    | Larus canus                   |                             |
| Ringsnavelmeeuw                               | Larus delawarensis            |                             |
| Reuzenzwartkopmeeuw                           | Larus ichthyaetus             |                             |
| Zwartkopmeeuw                                 | Larus melanocephalus          |                             |
| Zilvermeeuw                                   | Larus argentatus              |                             |
| Audouins meeuw                                | Larus audouinii               |                             |
| Geelpootmeeuw                                 | Larus michahellis             |                             |
| Grote mantelmeeuw                             | Larus marinus                 |                             |
| Kleine mantelmeeuw                            | Larus fuscus                  |                             |
| Dwergmeeuw                                    | Larus minutus                 |                             |
| Grote burgemeester                            | Larus hyperboreus             |                             |
| Kleine burgemeester                           | Larus glaucoides              |                             |
| Drieteenmeeuw                                 | Larus tridactyla              |                             |
| Vorkstaartmeeuw                               | Larus sabini                  |                             |
| Ivoormeeuw                                    | Pagophila eburnea             |                             |
| Ross' meeuw                                   | Rhodostethia rosea            |                             |
| Sternidae (Sternen)                           |                               |                             |
| Dwergstern                                    | Sternula albifrons            |                             |
| Grote stern                                   | Sterna sandvicensis           |                             |
| Bengaalse stern                               | Sterna bengalensis            |                             |
| Lachstern                                     | Sterna nilotica               |                             |
| Visdief                                       | Sterna hirundo                |                             |
| Forsters stern                                | Sterna forsteri               |                             |
| Noordse Stern                                 | Sterna paradisaea             |                             |
| Dougalls stern                                | Sterna dougallii              |                             |
| Reuzenstern                                   | Sterna caspia                 |                             |
| Koningsstern                                  | Sterna maxima                 |                             |
| Bonte stern                                   | Sterna fuscata                |                             |
| Brilstern                                     | Sterna anaethetus             |                             |
| Zwarte stern                                  | Chlidonias niger              |                             |
| Witwangstern                                  | Chlidonias hybridus           |                             |
| Witvleugelstern                               | Chlidonias leucopterus        |                             |
| Alcidae (Alken)                               |                               |                             |
| Kleine alk                                    | Alle alle                     |                             |
| Papegaaiduiker                                | Fratercula arctica            |                             |
| Zwarte zeekoet                                | Cepphus grylle                |                             |
| Zeekoet                                       | Uria aalge                    |                             |
| Kortbekzeekoet                                | Uria lomvia                   |                             |
| Alk                                           | Alca torda                    |                             |
| Pteroclididae (Zandhoenders)                  |                               |                             |
| Zwartbuikzandhoen                             | Pterocles orientalis          |                             |
| Witbuikzandhoen                               | Pterocles alchata             |                             |
| Columbidae (Duiven)                           |                               |                             |
| Rotsduif                                      | Columba livia                 |                             |
| Holenduif                                     | Columba oenas                 |                             |
| Houtduif                                      | Columba palumbus              |                             |
| Turkse tortel                                 | Streptopelia decaocto         |                             |
| Zomertortel                                   | Streptopelia turtur           |                             |
| Psittacidae (Papegaaien)                      |                               |                             |
| Halsbandparkiet                               | Psittacula krameri            |                             |
| Monniksparkiet                                | Myiopsitta minachus           |                             |
| Cuculidae (Koekoeken)                         |                               |                             |
| Koekoek                                       | Cuculus canorus               |                             |
| Kuifkoekoek                                   | Clamator glandarius           |                             |
| Geelsnavelkoekoek                             | Coccyzus americanus           |                             |
| Strigidae (Uilen)                             |                               |                             |
| Bosuil                                        | Strix aluco                   |                             |
| Laplanduil                                    | Strix nebulosa                |                             |
| Oeraluil                                      | Strix uralensis               |                             |
| Oehoe                                         | Bubo bubo                     |                             |
| Ruigpootuil                                   | Aegolius funereus             |                             |
| Ransuil                                       | Asio otus                     |                             |
| Velduil                                       | Asio flammeus                 |                             |
| Steenuil                                      | Athene noctua                 |                             |
| Dwergooruil                                   | Otus scops                    |                             |
| Sneeuwuil                                     | Nyctea scandiaca              |                             |
| Sperweruil                                    | Surnia ulula                  |                             |
| Dwerguil                                      | Glaucidium passerinum         |                             |
| Tytonidae (Kerkuilen)                         |                               |                             |
| Kerkuil                                       | Tyto alba                     |                             |
| Caprimulgidae (Nachtzwaluwen)                 |                               |                             |
| Nachtzwaluw                                   | Caprimulgus europaeus         |                             |
| Moorse nachtzwaluw                            | Caprimulgus ruficollis        |                             |
| Apodidae (Gierzwaluwen)                       |                               |                             |
| Gierzwaluw                                    | Apus apus                     |                             |
| Vale gierzwaluw                               | Apus pallidus                 |                             |
| Alpengierzwaluw                               | Apus melba                    |                             |
| Kaffergierzwaluw                              | Apus caffer                   |                             |
| Huisgierzwaluw                                | Apus affinus                  |                             |
| Alcedinidae (IJsvogels)                       |                               |                             |
| IJsvogel                                      | Alcedo atthis                 |                             |
| Meropidae (Bijeneters)                        |                               |                             |
| Bijeneter                                     | Merops apiaster               |                             |
| Coraciidae (Scharrelaars)                     |                               |                             |
| Scharrelaar                                   | Coracias garrulus             |                             |
| Upupidae (Hoppen)                             |                               |                             |
| Hop                                           | Upupa epops                   |                             |
| Picidae (Spechten)                            |                               |                             |
| Zwarte specht                                 | Dryocopus martius             |                             |
| Groene specht                                 | Picus viridis                 |                             |
| Grijskopspecht                                | Picus canus                   |                             |
| Witrugspecht                                  | Dendrocopos leucotos          |                             |
| Grote bonte specht                            | Dendrocopos major             |                             |
| Syrische bonte specht                         | Dendrocopos syriacus          |                             |
| Middelste bonte specht                        | Dendrocopos medius            |                             |
| Kleine bonte specht                           | Dendrocopos minor             |                             |
| Drieteenspecht                                | Picoides tridactylus          |                             |
| Draaihals                                     | Jynx torquilla                |                             |
| Alaudidae (Leeuweriken)                       |                               |                             |
| Veldleeuwerik                                 | Alauda arvensis               |                             |
| Duponts leeuwerik                             | Chersophilus duponti          |                             |
| Kuifleeuwerik                                 | Galerida cristata             |                             |
| Theklaleeuwerik                               | Galerida theklae              |                             |
| Boomleeuwerik                                 | Lullula arborea               |                             |
| Kortteenleeuwerik                             | Calandrella brachydactyla     |                             |
| Kleine kortteenleeuwerik                      | Calandrella rufescens         |                             |
| Kalanderleeuwerik                             | Melanocorypha calandra        |                             |
| Strandleeuwerik                               | Eremophila alpestris          |                             |
| Hirundinidae (Zwaluwen)                       |                               |                             |
| Oeverzwaluw                                   | Riparia riparia               |                             |
| Rotszwaluw                                    | Ptyonoprogne rupestris        |                             |
| Boerenzwaluw                                  | Hirundo rustica               |                             |
| Roodstuitzwaluw                               | Hirundo daurica               |                             |
| Huiszwaluw                                    | Delichon urbica               |                             |
| Motacillidae (Piepers en kwikstaarten)        |                               |                             |
| Duinpieper                                    | Anthus campestris             |                             |
| Grote pieper                                  | Anthus richardi               |                             |
| Mongoolse pieper                              | Anthus godlewskii             |                             |
| Waterpieper                                   | Anthus spinoletta             |                             |
| Oeverpieper                                   | Anthus petrosus               |                             |
| Graspieper                                    | Anthus pratensis              |                             |
| Boompieper                                    | Anthus trivialis              |                             |
| Siberische boompieper                         | Anthus hodgsoni               |                             |
| Roodkeelpieper                                | Anthus cervinus               |                             |
| Petsjorapieper                                | Anthus gustavi                |                             |
| Witte kwikstaart                              | Motacilla alba                |                             |
| Gele kwikstaart                               | Motacilla flava               |                             |
| Citroenkwikstaart                             | Motacilla citreola            |                             |
| Grote gele kwikstaart                         | Motacilla cinerea             |                             |
| Troglodytidae (Winterkoningen)                |                               |                             |
| Winterkoning                                  | Troglodytes troglodytes       |                             |
| Cinclidae (Waterspreeuwen)                    |                               |                             |
| Waterspreeuw                                  | Cinclus cinclus               |                             |
| Bombycillidae (Pestvogels)                    |                               |                             |
| Pestvogel                                     | Bombycilla garrulus           |                             |
| Prunellidae (Heggenmussen)                    |                               |                             |
| Heggenmus                                     | Prunella modularis            |                             |
| Alpenheggemus                                 | Prunella collaris             |                             |
| Turdidae (Lijsters)                           |                               |                             |
| Roodborst                                     | Erithacus rubecula            |                             |
| Nachtegaal                                    | Luscinia megarhynchos         |                             |
| Noordse nachtegaal                            | Luscinia luscinia             |                             |
| Blauwborst                                    | Luscinia svecica              |                             |
| Gekraagde roodstaart                          | Phoenicurus phoenicurus       |                             |
| Zwarte roodstaart                             | Phoenicurus ochruros          |                             |
| Rosse waaierstaart                            | Cercotrichas galactotes       |                             |
| Blauwstaart                                   | Tarsiger cyanurus             |                             |
| Tapuit                                        | Oenanthe oenanthe             |                             |
| Blonde tapuit                                 | Oenanthe hispanica            |                             |
| Zwarte tapuit                                 | Oenanthe leucura              |                             |
| Izabeltapuit                                  | Oenanthe isabellina           |                             |
| Roodborsttapuit                               | Saxicola torquata             |                             |
| Paap                                          | Saxicola rubetra              |                             |
| Blauwe rotslijster                            | Monticola solitarius          |                             |
| Rode rotslijster                              | Monticola saxatilis           |                             |
| Grijswangdwerglijster                         | Catharus minimus              |                             |
| Goudlijster                                   | Zoothera dauma                |                             |
| Siberische lijster                            | Zoothera sibirica             |                             |
| Zanglijster                                   | Turdus philomelos             |                             |
| Bruine- en Naumanns lijster                   | Turdus naumani                |                             |
| Koperwiek                                     | Turdus iliacus                |                             |
| Vale lijster                                  | Turdus obscurus               |                             |
| Grote lijster                                 | Turdus viscivorus             |                             |
| Kramsvogel                                    | Turdus pilaris                |                             |
| Merel                                         | Turdus merula                 |                             |
| Rood- en Zwartkeellijster                     | Turdus ruficollis             |                             |
| Beflijster                                    | Turdus torquatus              |                             |
| Sylviidae (Zangers)                           |                               |                             |
| Tuinfluiter                                   | Sylvia borin                  |                             |
| Sperwergrasmus                                | Sylvia nisoria                |                             |
| Zwartkop                                      | Sylvia atricapilla            |                             |
| Kleine zwartkop                               | Sylvia melanocephala          |                             |
| Braamsluiper                                  | Sylvia curruca                |                             |
| Orpheusgrasmus                                | Sylvia hortensis              |                             |
| Rüppels grasmus                               | Sylvia ruepelli               |                             |
| Cyprusgrasmus                                 | Sylvia melanothorax           |                             |
| Grasmus                                       | Sylvia communis               |                             |
| Brilgrasmus                                   | Sylvia conspicillata          |                             |
| Baardgrasmus                                  | Sylvia cantillans             |                             |
| Provençaalse grasmus                          | Sylvia undata                 |                             |
| Sardijnse grasmus                             | Sylvia sarda                  |                             |
| Grote karekiet                                | Acrocephalus arundinaceus     |                             |
| Kleine karekiet                               | Acrocephalus scirpaceus       |                             |
| Rietzanger                                    | Acrocephalus schoenobaenus    |                             |
| Waterrietzanger                               | Acrocephalus paludicola       |                             |
| Zwartkoprietzanger                            | Acrocephalus melanopogon      |                             |
| Bosrietzanger                                 | Acrocephalus palustris        |                             |
| Struikrietzanger                              | Acrocephalus dumetorum        |                             |
| Veldrietzanger                                | Acrocephalus agricola         |                             |
| Waaierstaartrietzanger                        | Cisticola juncidis            |                             |
| Sprinkhaanzanger                              | Locustella naevia             |                             |
| Kleine sprinkhaanzanger                       | Locustella lanceolata         |                             |
| Krekelzanger                                  | Locustella fluviatilis        |                             |
| Snor                                          | Locustella luscinioides       |                             |
| Cetti's zanger                                | Cettia cetti                  |                             |
| Griekse spotvogel                             | Hippolais olivetorum          |                             |
| Grote vale spotvogel                          | Hippolais languida            |                             |
| Vale spotvogel                                | Hippolais pallida             |                             |
| Spotvogel                                     | Hippolais icterina            |                             |
| Kleine spotvogel                              | Hippolais caligata            |                             |
| Orpheusspotvogel                              | Hippolais polyglotta          |                             |
| Noordse boszanger                             | Phylloscopus borealis         |                             |
| Pallas' boszanger                             | Phylloscopus proregulus       |                             |
| Bruine boszanger                              | Phylloscopus fuscatus         |                             |
| Raddes boszanger                              | Phylloscopus schwarzi         |                             |
| Tjiftjaf                                      | Phylloscopus collybita        |                             |
| Fitis                                         | Phylloscopus trochilus        |                             |
| Grauwe fitis                                  | Phylloscopus trochiloides     |                             |
| Bladkoning                                    | Phylloscopus inornatus        |                             |
| Humes bladkoning                              | Phylloscopus humei            |                             |
| Fluiter                                       | Phylloscopus sibilatrix       |                             |
| Bergfluiter                                   | Phylloscopus bonelli          |                             |
| Goudhaan                                      | Regulus regulus               |                             |
| Vuurgoudhaan                                  | Regulus ignicapillus          |                             |
| Muscicapidae (Vliegenvangers)                 |                               |                             |
| Grauwe vliegenvanger                          | Muscicapa striata             |                             |
| Kleine vliegenvanger                          | Ficedula parva                |                             |
| Bonte vliegenvanger                           | Ficedula hypoleuca            |                             |
| Withalsvliegenvanger                          | Ficedula albicollis           |                             |
| Balkanvliegenvanger                           | Ficedula semitorquata         |                             |
| Paridae (Mezen)                               |                               |                             |
| Koolmees                                      | Parus major                   |                             |
| Pimpelmees                                    | Parus caeruleus               |                             |
| Azuurmees                                     | Parus cyanus                  |                             |
| Zwarte mees                                   | Parus ater                    |                             |
| Kuifmees                                      | Parus cristatus               |                             |
| Matkop                                        | Parus montanus                |                             |
| Bruinkopmees                                  | Parus cinctus                 |                             |
| Rouwmees                                      | Parus lugubris                |                             |
| Glanskop                                      | Parus palustris               |                             |
| Aegithalidae (Staartmezen)                    |                               |                             |
| Staartmees                                    | Aegithalos caudatus           |                             |
| Timaliidae (Timalia's)                        |                               |                             |
| Baardman                                      | Panurus biarmicus             |                             |
| Remizidae (Buidelmezen)                       |                               |                             |
| Buidelmees                                    | Remiz pendulinus              |                             |
| Sittidae (Boomklevers)                        |                               |                             |
| Boomklever                                    | Sitta europaea                |                             |
| Corsicaanse boomklever                        | Sitta whiteheadi              |                             |
| Rotsklever                                    | Sitta neumayer                |                             |
| Tichodromidae (Rotskruipers)                  |                               |                             |
| Rotskruiper                                   | Tichodroma muraria            |                             |
| Certhiidae (Boomkruipers)                     |                               |                             |
| Taigaboomkruiper                              | Certhia familiaris            |                             |
| Boomkruiper                                   | Certhia brachydactyla         |                             |
| Laniidae (Klauwieren)                         |                               |                             |
| Grauwe klauwier                               | Lanius collurio               |                             |
| Daurische klauwier                            | Lanius isabellinus            |                             |
| Roodkopklauwier                               | Lanius senator                |                             |
| Maskerklauwier                                | Lanius nubicus                |                             |
| Klapekster                                    | Lanius excubitor              |                             |
| Kleine klapekster                             | Lanius minor                  |                             |
| Oriolidae (Wielewalen)                        |                               |                             |
| Wielewaal                                     | Oriolus oriolus               |                             |
| Corvidae (Kraaien)                            |                               |                             |
| Ekster                                        | Pica pica                     |                             |
| Blauwe ekster                                 | Cyanopica cyanus              |                             |
| Vlaamse gaai                                  | Garrulus glandarius           |                             |
| Taigagaai                                     | Perisoreus infaustus          |                             |
| Notenkraker                                   | Nucifraga caryocatactes       |                             |
| Alpenkraai                                    | Pyrrhocorax pyrrhocorax       |                             |
| Alpenkauw                                     | Pyrrhocorax graculus          |                             |
| Kauw                                          | Corvus monedula               |                             |
| Roek                                          | Corvus frugilegus             |                             |
| Zwarte kraai                                  | Corvus corone                 |                             |
| Raaf                                          | Corvus corax                  |                             |
| Sturnidae (Spreeuwen)                         |                               |                             |
| Spreeuw                                       | Sturnus vulgaris              |                             |
| Roze spreeuw                                  | Sturnus roseus                |                             |
| Zwarte spreeuw                                | Sturnus unicolor              |                             |
| Passeridae (Mussen)                           |                               |                             |
| Huismus                                       | Passer domesticus             |                             |
| Spaanse mus                                   | Passer hispaniolensis         |                             |
| Ringmus                                       | Passer montanus               |                             |
| Rotsmus                                       | Petronia petronia             |                             |
| Sneeuwvink                                    | Montifringilla nivalis        |                             |
| Vireonidae (Vireo's)                          |                               |                             |
| Roodoogvireo                                  | Vireo olivaceus               |                             |
| Parulidae (Amerikaanse zangers)               |                               |                             |
| Zwartkopzanger                                | Dendroica striata             |                             |
| Geelstuitzanger                               | Dendroica coronata            |                             |
| Fringillidae (Vinken)                         |                               |                             |
| Vink                                          | Fringilla coelebs             |                             |
| Keep                                          | Fringilla montifringilla      |                             |
| Kneu                                          | Carduelis cannabina           |                             |
| Frater                                        | Carduelis flavirostris        |                             |
| Barmsijs                                      | Carduelis flammea             |                             |
| Witstuitbarmsijs                              | Carduelis hornemanni          |                             |
| Putter                                        | Carduelis carduelis           |                             |
| Groenling                                     | Carduelis chloris             |                             |
| Sijs                                          | Carduelis spinus              |                             |
| Citroensijs                                   | Carduelis citrinella          |                             |
| Europese kanarie                              | Serinus serinus               |                             |
| Goudvink                                      | Pyrrhula pyrrhula             |                             |
| Appelvink                                     | Coccothraustes coccothraustes |                             |
| Haakbek                                       | Pinicola enucleator           |                             |
| Witbandkruisbek                               | Loxia leucoptera              |                             |
| Kruisbek                                      | Loxia curvirostra             |                             |
| Schotse kruisbek                              | Loxia scotica                 |                             |
| Grote kruisbek                                | Loxia pytyopsittacus          |                             |
| Roodmus                                       | Carpodacus erythrinus         |                             |
| Emberizidae (Gorzen)                          |                               |                             |
| Rietgors                                      | Emberiza schoeniclus          |                             |
| Bosgors                                       | Emberiza rustica              |                             |
| Dwerggors                                     | Emberiza pusilla              |                             |
| Ortolaan                                      | Emberiza hortulana            |                             |
| Bruinkeelortolaan                             | Emberiza caesia               |                             |
| Witkopgors                                    | Emberiza leucocephalos        |                             |
| Geelgors                                      | Emberiza citrinella           |                             |
| Zwartkopgors                                  | Emberiza melanocephala        |                             |
| Wilgengors                                    | Emberiza aureola              |                             |
| Cirlgors                                      | Emberiza cirlus               |                             |
| Grijze gors                                   | Emberiza cia                  |                             |
| Sneeuwgors                                    | Plectrophenax nivalis         |                             |
| Witkeelgors                                   | Zonotrichia albicollis        |                             |
| IJsgors                                       | Calcarius lapponicus          |                             |
| Grauwe gors                                   | Emberiza calandra             |                             |
| Roodborstkardinaal                            | Pheucticus ludovicianus       |                             |
| Grijze junco                                  | Junco hyemalis                | dwaalgast uit Noord-Amerika |
| Icteridae (Troepialen)                        |                               |                             |
| Bobolink                                      | Dolichonyx oryzivorus         |                             |